# Torinói metró
A torinói metró Olaszország első olyan tömegközlekedési rendszere, amely VAL (Véhicule automatique léger) rendszerű és automatán működik. Első szakaszán 2006. február 4-én indult meg a közlekedés a XX. téli olimpiai játékokra készülve. A torinói metrónak egy vonala van, amelynek hossza 13,2 kilométer. A metrót a Gruppo Torinese Trasporti (GTT) üzemelteti.

## Hálózat
2011 elején a torinói metrónak egy vonala van (Fermi – Bengasi), amelynek második szakaszát, a Porta Nuova állomástól a Lingottóig 2011. március 6-án adták át.
A második vonal tervei jóváhagyás alatt állnak.

## Galéria

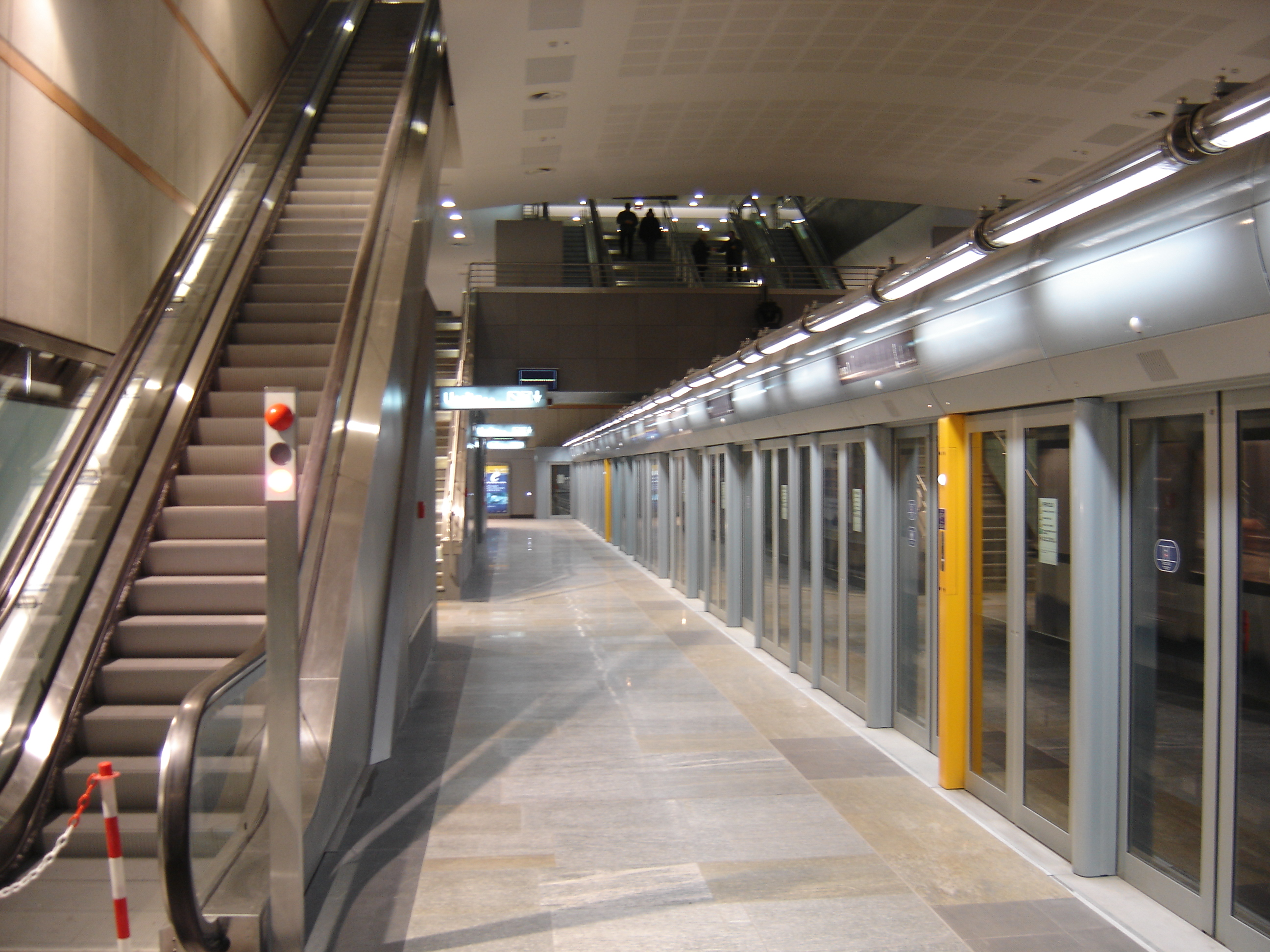
Fermi állomás
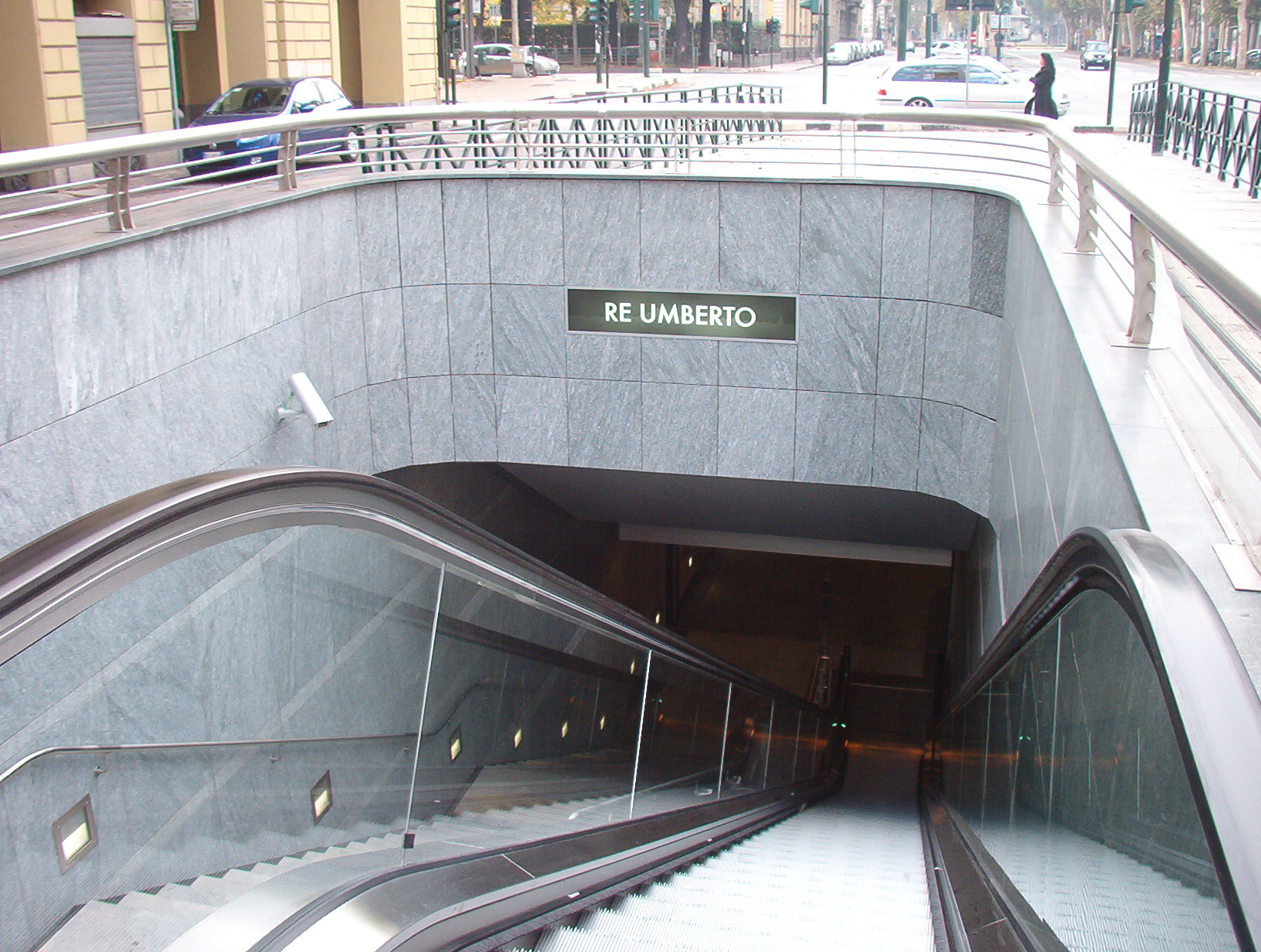
a Re Umberto állomás lejárata

## Fordítás
- Ez a szócikk részben vagy egészben  a   Metropolitana di Torino című olasz Wikipédia-szócikk ezen változatának fordításán alapul.  Az eredeti cikk szerkesztőit annak laptörténete sorolja fel. Ez a jelzés csupán a megfogalmazás eredetét és a szerzői jogokat jelzi, nem szolgál a cikkben szereplő információk forrásmegjelöléseként.